# 小笠原貞信 (政治家)
小笠原貞信（おがさわら ていしん、1853年3月31日（嘉永6年2月22日） - 1903年（明治36年）2月18日）は、福島県出身の法律家、衆議院議員（第2回、第3回）。福島民報初代社長（在任：1892年 - 1896年）。

## 略歴
1853年に二本松藩士である今江又兵衛の子どもとして生まれる。12歳の時に二本松藩士の小笠原是馬助の養子となる。1875年に上京し、翌年の9月に司法省法学校の第二期生として入学する。その後、1884年7月に修業年限8年（予科4年、本科4年）を終え、法律学士の称号を得る。検事試補となり、千葉始審裁判所に勤務し、1885年12月に検事として任命される。1886年5月に仙台始審裁判所で判事に任命される。1887年2月公証人登用試験委員されたのち、同年12月に退職する。
1888年1月、福島町（現在の福島県福島市）にて代言業を開業し、弁護士会長を務める。その後1892年に第2回衆議院議員総選挙に福島1区から当選、第3回衆議院議員総選挙でも同じく福島1区から当選し衆議院議員となる。